# Surgutneftegas

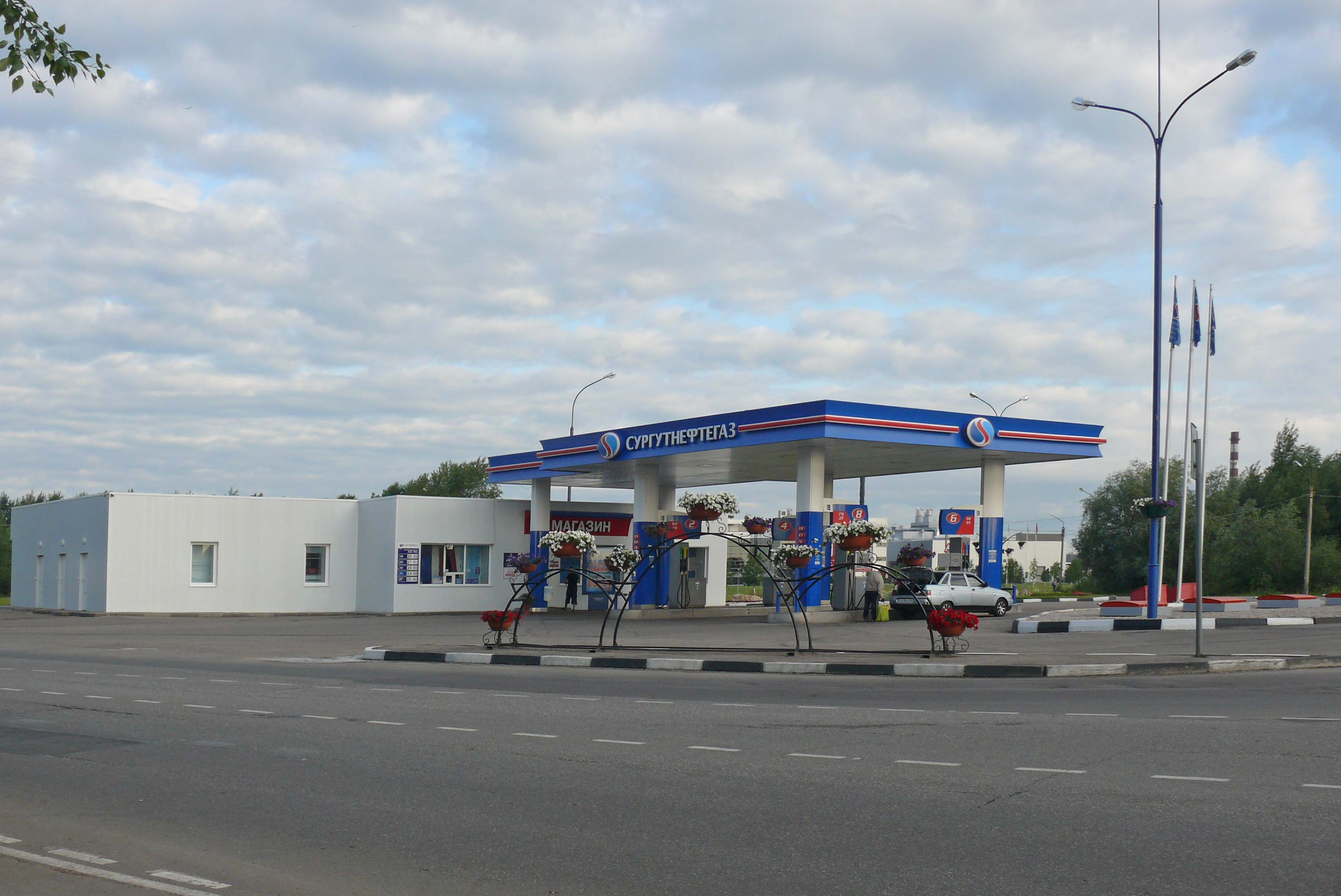

Surgutneftegas, prescurtat Surgut este a cincea cea mai mare companie din Rusia și a doua companie energetică a țării, producând 35,2 milioane de tone de petrol în 2008.
De asemenea, produce 10 miliarde de metri cubi de gaz pe an.
Surgutneftegaz, este și a patra mare companie petrolieră din Rusia.
Compania deține 13% din producția de petrol din Rusia și se presupune că are relații strânse cu Kremlinul.
Conform unor surse citate în anul 2008, fostul președinte al Rusiei Vladimir Putin deținea 37% din acțiunile Surgutneftgas, a căror valoare este estimată la 20 de miliarde de dolari.
În martie 2009, Surgutneftgaz a cumpărat 21% din compania petrolieră MOL, de la compania austriacă OMV, devenind asfel cel mai mare acționar al companiei.